# Březina nad Jizerou
Březina nad Jizerou – przystanek kolejowy w miejscowości Březina, w kraju środkowoczeskim, w Czechach. Znajduje się na wysokości 240 m n.p.m..
Jest zarządzany przez Správę železnic. Na przystanku nie ma możliwości zakupu biletów, a obsługa podróżnych odbywa się w pociągu. 

## Linie kolejowe
- 070 Praha – Turnov